# Дадгостар, Нуши
Мернуш «Нуши» Дадгостар (швед. Mehrnoosh "Nooshi" Dadgostar, род. 20 июня 1985, Энгельхольм, Кристианстад) — шведский политик и с 2014 года член шведского парламента, с 2020 года — лидер  Левой партии.

## Биография
Родилась в семье политэмигрантов из Ирана. Выросла в городе Гётеборг. Ранее Дадгостар была президентом «Молодых Левых» и муниципальным советником коммуны Ботчюрка.

## Лидер партии
3 февраля 2020 года Дадгостар объявила свою кандидатуру на пост лидера партии после ухода Йонаса  Хёстедта.
31 октября 2020 года Нуши Дадгостар была избрана новым лидером партии.